# Crockett County (Texas)
Das Crockett County ist ein County im Bundesstaat Texas der Vereinigten Staaten. Das U.S. Census Bureau hat bei der Volkszählung 2020 eine Einwohnerzahl von 3.098 ermittelt. Der Sitz der County-Verwaltung ist in Ozona.

## Geographie
Das County liegt westlich des geographischen Zentrums von Texas und hat eine Fläche von 7271 Quadratkilometern, ohne nennenswerte Wasserfläche. Das County grenzt im Uhrzeigersinn an folgende Countys: Upton County, Reagan County, Irion County, Schleicher County, Sutton County, Val Verde County, Terrell County, Pecos County und Crane County.

## Geschichte
Crockett County wurde am 22. Januar 1875 aus Teilen des Bexar County gebildet und die Verwaltungsorganisation am 14. Juli 1891 abgeschlossen. Benannt wurde es nach David Crockett, einem legendären Grenzer und Abgeordneten im Repräsentantenhaus der Vereinigten Staaten, gefallen in der Schlacht von Alamo.
Sieben Bauwerke und Stätten des Countys sind im National Register of Historic Places (NRHP) eingetragen (Stand 23. Oktober 2018).

## Demografische Daten

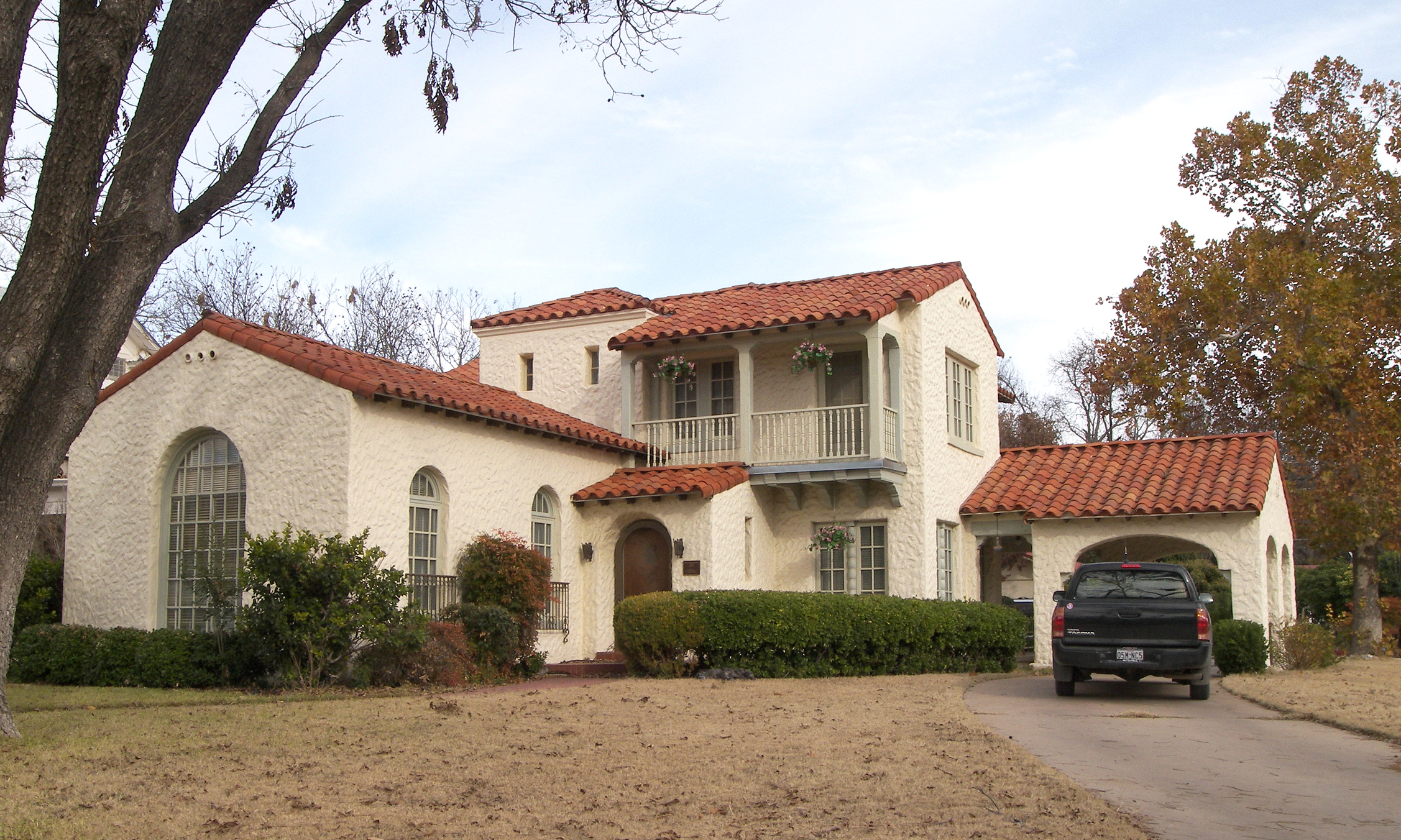
Das Ira and Wilma Carson House, gelistet im NRHP mit der Nr. 02001062

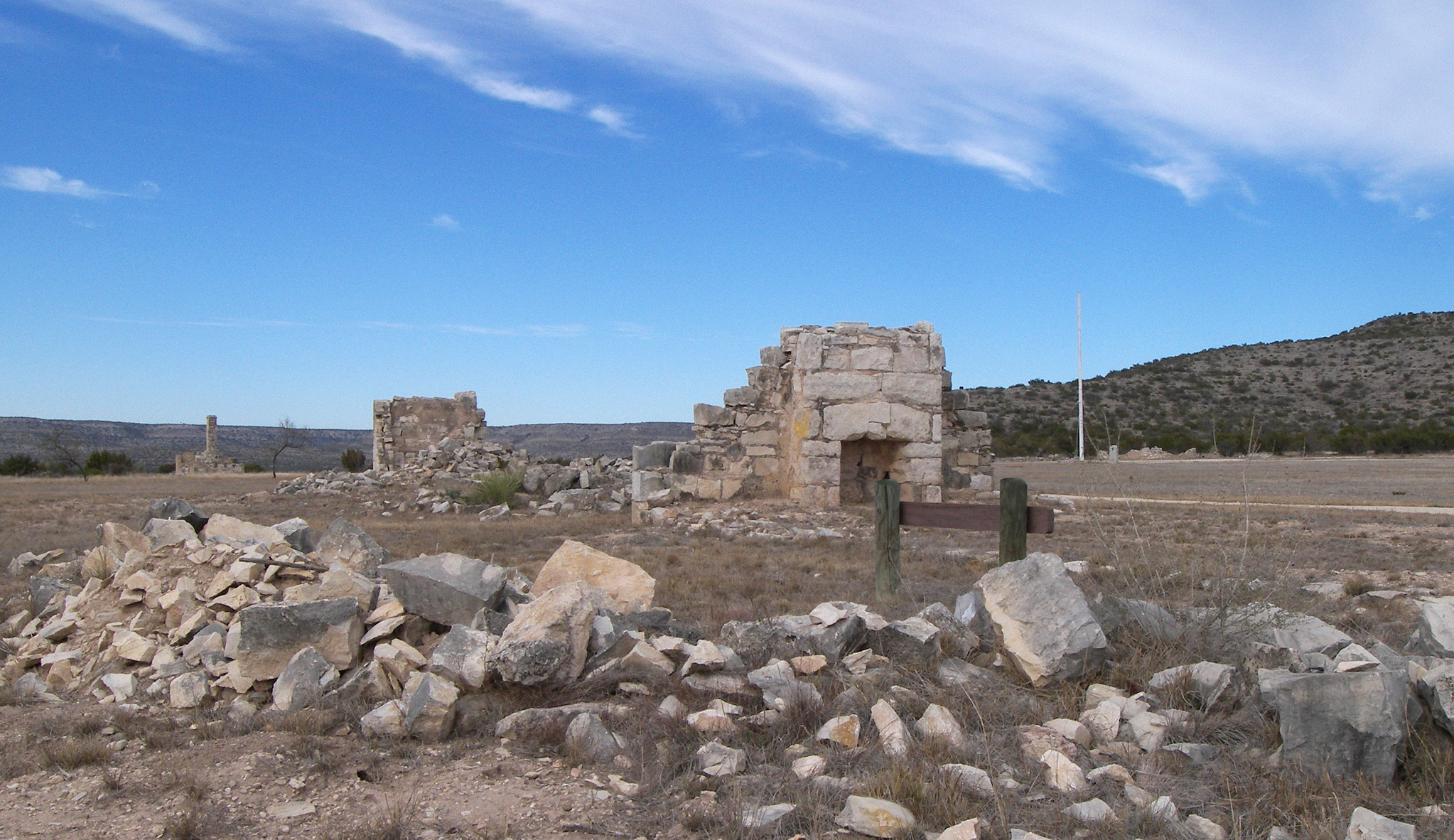
Die Ruinen von Fort Lancaster, gelistet im NRHP mit der Nr. 71000928

Nach der Volkszählung im Jahr 2000 lebten im Crockett County 4.099 Menschen in 1.524 Haushalten und 1.114 Familien. Die Bevölkerungsdichte betrug 1 Einwohner pro Quadratkilometer. Ethnisch betrachtet setzte sich die Bevölkerung zusammen aus 76,34 Prozent Weißen, 0,68 Prozent Afroamerikanern, 0,59 Prozent amerikanischen Ureinwohnern, 0,27 Prozent Asiaten, 0,02 Prozent Bewohnern aus dem pazifischen Inselraum und 19,71 Prozent aus anderen ethnischen Gruppen; 2,39 Prozent stammten von zwei oder mehr Ethnien ab. 54,70 Prozent der Einwohner waren spanischer oder lateinamerikanischer Abstammung.
Von den 1.524 Haushalten hatten 36,5 Prozent Kinder oder Jugendliche, die mit ihnen zusammen lebten. 60,3 Prozent waren verheiratete, zusammenlebende Paare 9,3 Prozent waren allein erziehende Mütter und 26,9 Prozent waren keine Familien. 24,7 Prozent waren Singlehaushalte und in 11,8 Prozent lebten Menschen im Alter von 65 Jahren oder darüber. Die durchschnittliche Haushaltsgröße betrug 2,65 und die durchschnittliche Familiengröße betrug 3,19 Personen.
28,9 Prozent der Bevölkerung war unter 18 Jahre alt, 7,1 Prozent zwischen 18 und 24, 26,4 Prozent zwischen 25 und 44, 24,7 Prozent zwischen 45 und 64 und 12,9 Prozent waren 65 Jahre alt oder älter. Das Medianalter betrug 37 Jahre. Auf 100 weibliche Personen kamen 98,2 männliche Personen und auf 100 Frauen im Alter von 18 Jahren oder darüber kamen 97,6 Männer.
Das jährliche Durchschnittseinkommen eines Haushalts betrug 29.355 USD, das Durchschnittseinkommen einer Familie betrug 34.653 USD. Männer hatten ein Durchschnittseinkommen von 29.925 USD, Frauen 14.695 USD. Das Prokopfeinkommen betrug 14.414 USD. 14,9 Prozent der Familien und 19,4 Prozent der Einwohner lebten unterhalb der Armutsgrenze.